# Jíl·liq
Jíl·liq (àrab: جلق, Jilliq) fou una de les residències dels reis gassànides. Era famosa per la seva aigua abundant i els jardins i estava situada una dotzena de quilòmetres al sud de la ciutat de Damasc.

## Localització
Se l'ha identificat amb algun dels pobles de la comarca de la Ghuta, al sud de Damasc, o fins i tot amb la tota la regió formada per Damasc i la Ghuta, i encara alguns autors medievals la identifiquen amb la ciutat de Damasc, tot i que aquesta darrera identificació va ser desmentida per R. Dussaud, que creu identificar Jíl·liq amb el lloc de Kiswa. Aquesta interpretació, però, no és compartida per tots els estudiosos; H. Lammens, per exemple, creu que, per raons de similitud fonètica ha de tractar-se de la moderna Djillin, al sud de l'Hauran. Tanmateix, Kiswa sembla més probable perquè segons les cròniques romanes d'Orient, els exèrcits romans d'Orient acamparen el 633 i el 636 a Jíl·liq, al sud de Damasc, per respondre a atacs a aquesta ciutat pels musulmans, i Kiswa és l'única ciutat estratègica per la defensa de Damasc que està situada al sud.

## Desaparició
Es desconeix quan el nom va desaparèixer de la toponímia siriana, però en època omeia era prou viu perquè els emigrants sirians donessin aquest nom a un lloc proper a Saragossa caracteritzat per l'abundància de fonts.